# チェ・ヨンミ
チェ・ヨンミ（崔泳美、ハングル表記：최영미, 1961年9月25日 - ）は、韓国の詩人。
1961年にソウル市で生まれた。ソウル大学校の西洋史学科を卒業し、1995年に弘益大学校の大学院で西洋美術史の修士を取得した。
1992年に『創作と批評』誌に「속초에서」（束草で）など8編の詩を発表して詩人として活動を始めた。1994年に初の詩集『三十、宴は終わった』を出版し注目され、50万部以上売れた。1998年に2つ目の詩集『꿈의 페달을 밟고』（夢のペダルを踏んで）を出版した。2006年に詩集『돼지들에게』（豚たちに）によって第13回イス文学賞を受賞した。詩以外に随筆や小説を発表していて、1997年に出版したヨーロッパ美術紀行『시대의 우울』（時代の憂鬱）や、2005年の小説『흉터와 무늬』（傷跡と模様）などがある。作品の日本語訳としては書肆青樹社刊行「21世紀海外詩人選書 3」として2005年に出版されたハン・ソンレ訳の『三十、宴は終わった : チェ・ヨンミ選詩集』がある。
2017年に発表した詩「怪物」をきっかけにして韓国の著名な詩人である高銀のセクシャルハラスメント疑惑を暴露した。このことが＃MeToo（ミートゥー）運動の拡大に寄与したと評価されて2018年7月にソウル市の性平等賞の大賞を受賞した。